# Enceinte de Westhoffen
L'enceinte de Westhoffen est un ancien ensemble de fortifications qui protégeait la ville de Westhoffen, dans le département français du Bas-Rhin.

## Localisation
Cette construction est située à Westhoffen.

## Histoire
L'édifice fait l'objet d'inscriptions au titre des monuments historiques en 1931, 2000 et 2015 ainsi que d'un classement en 2017.

## Galerie de photographies

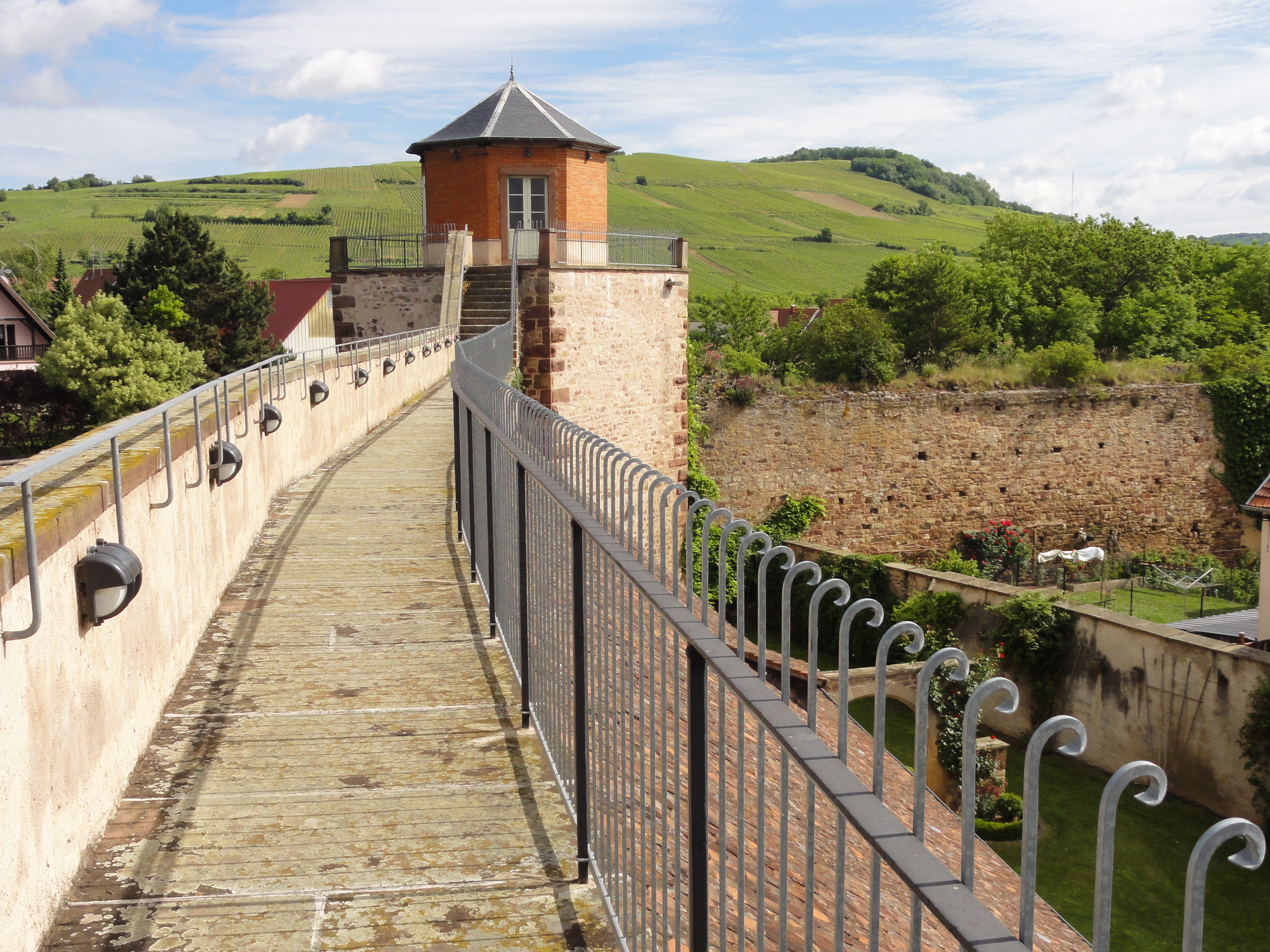
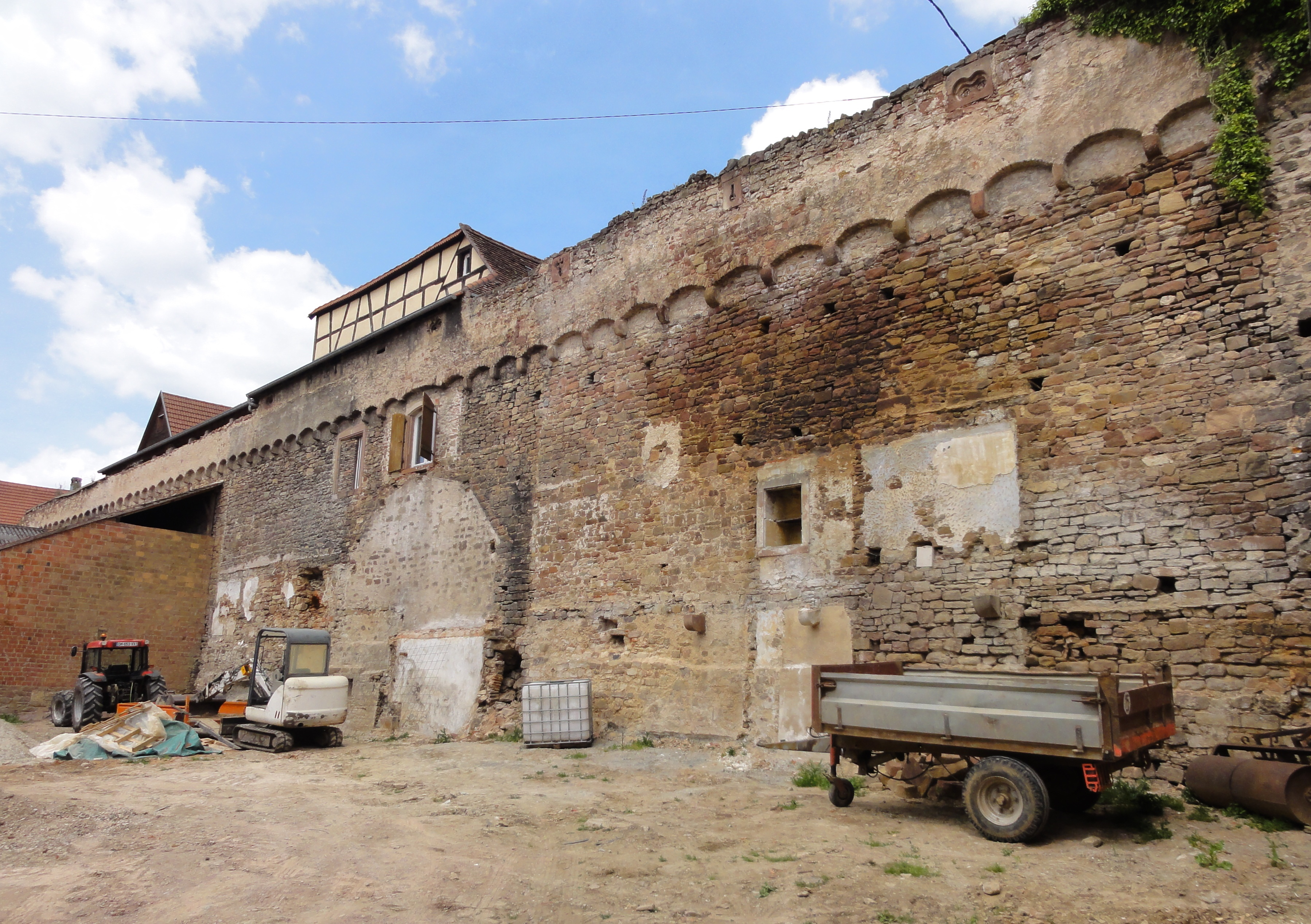
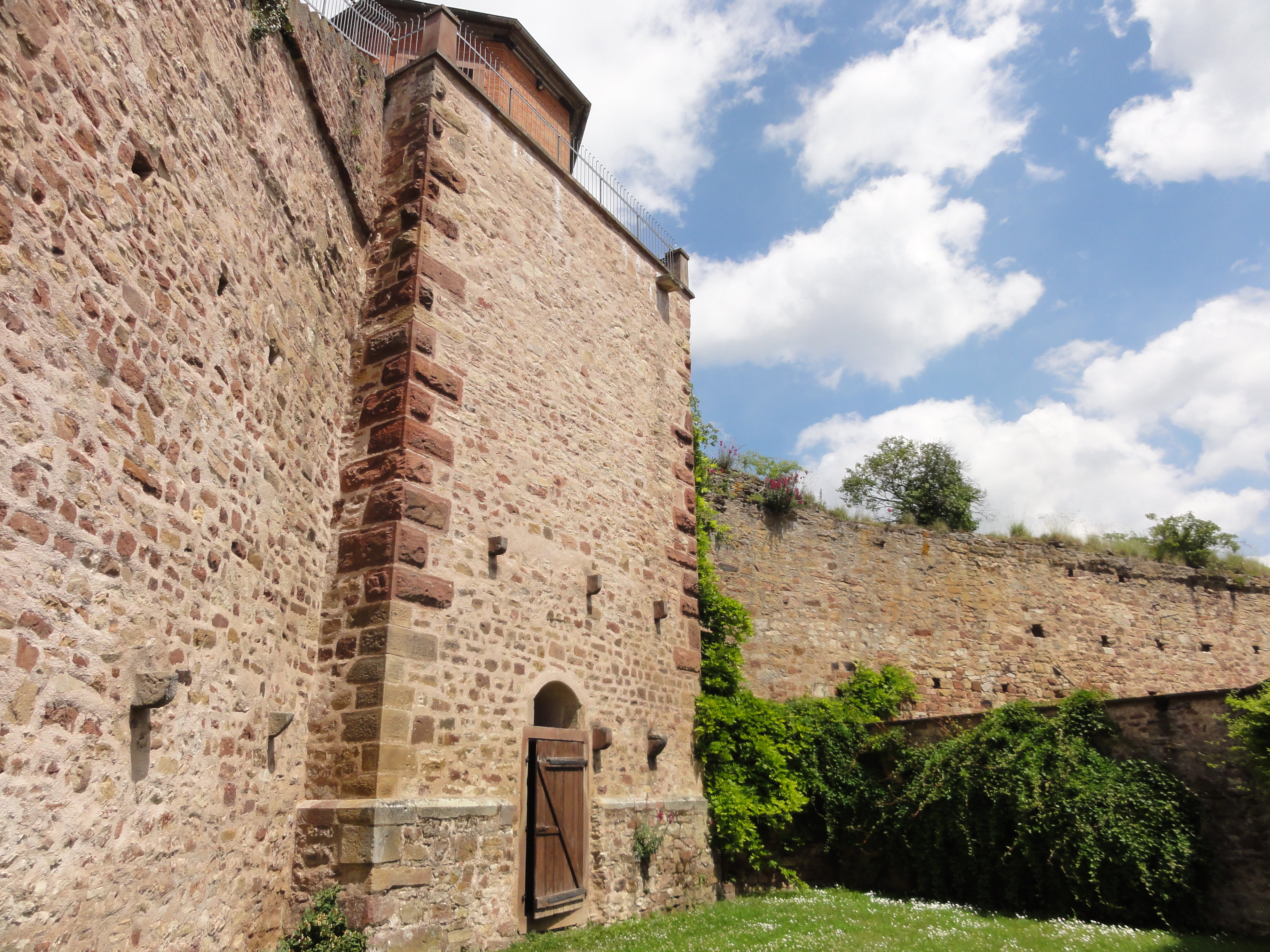
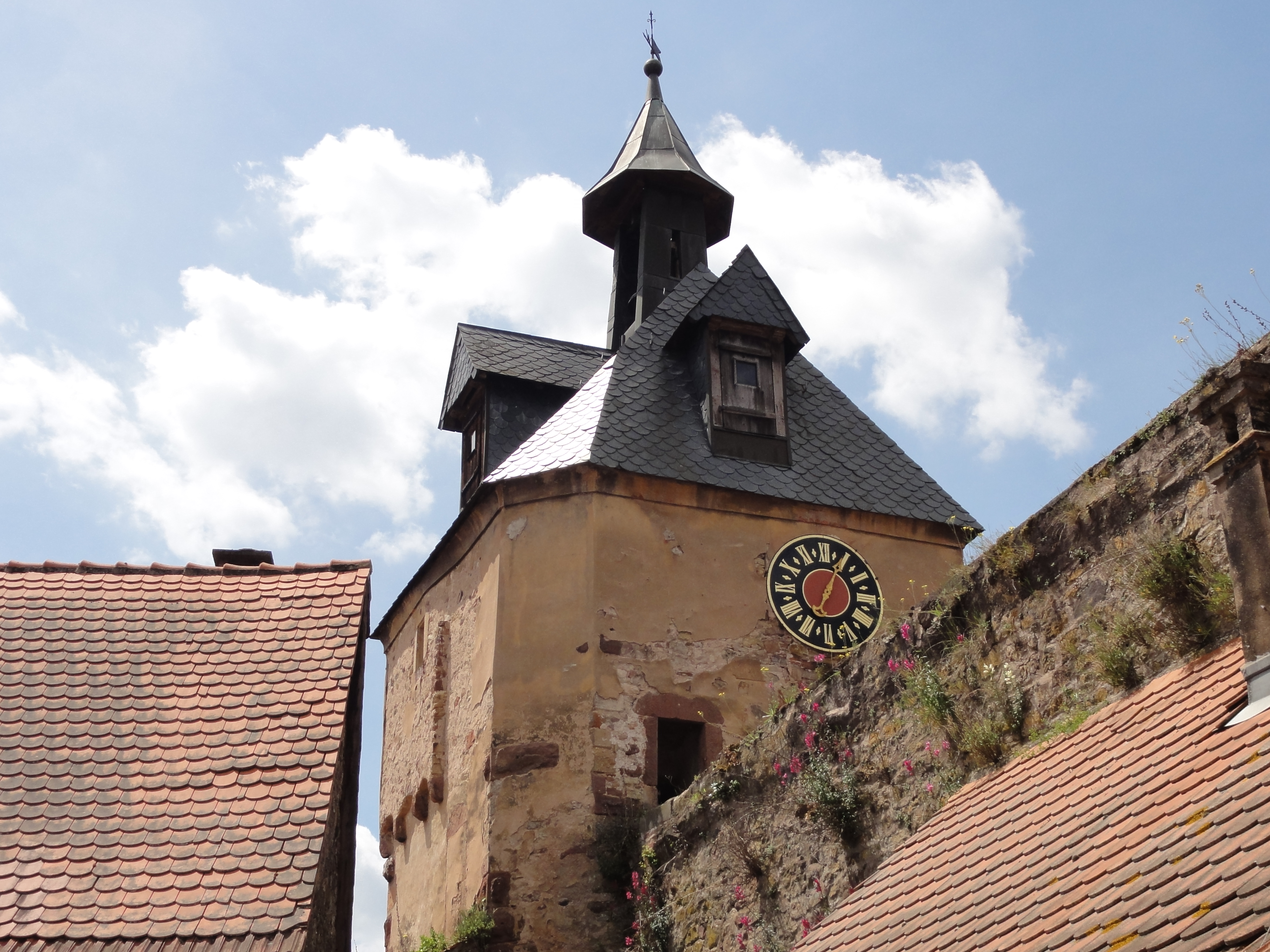
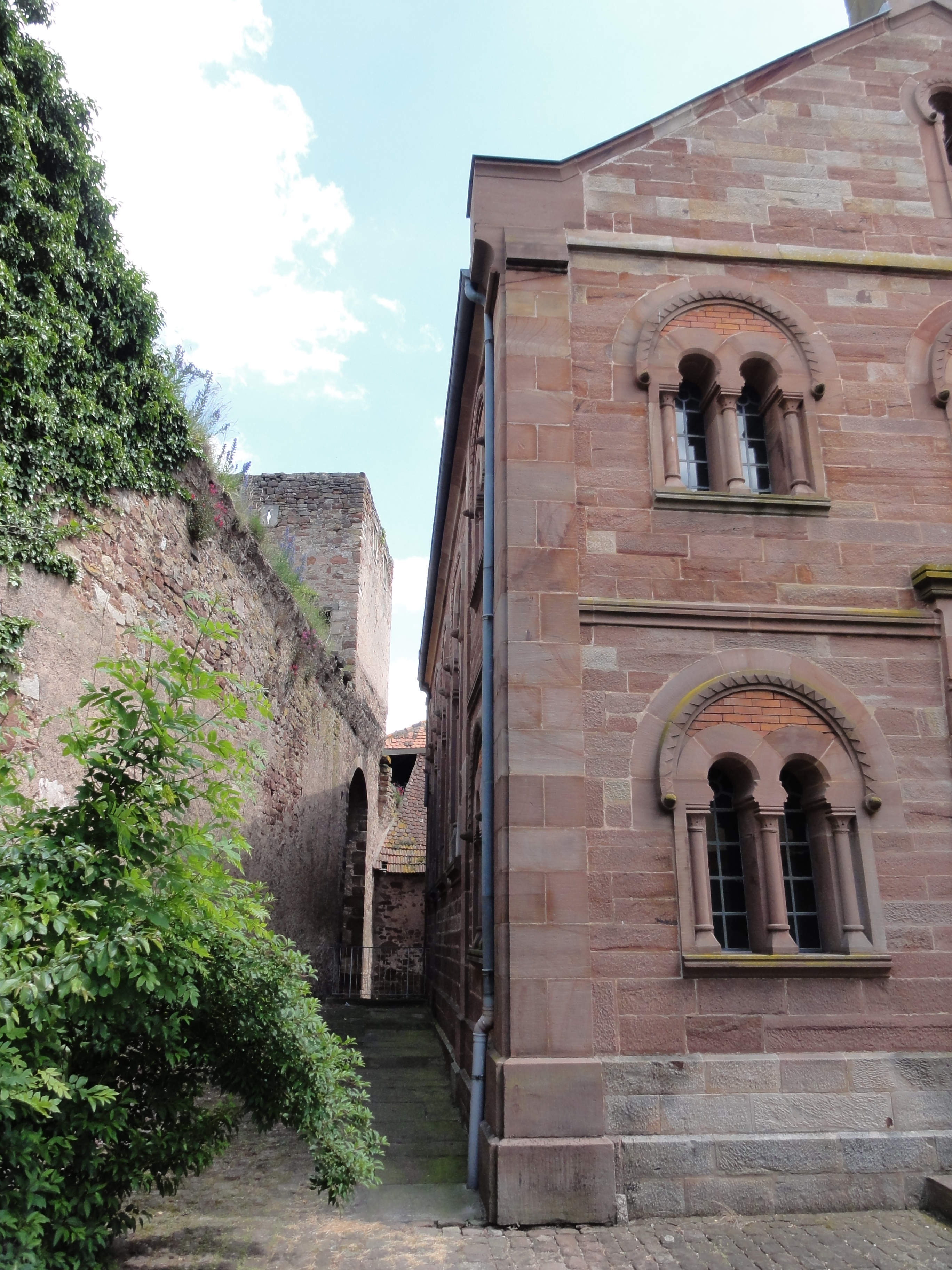